# Nathan George
Nathan George (27 luglio 1936 – New York, 3 marzo 2017) è stato un attore statunitense.

## Biografia
Fu attivo tra il 1971 e il 1996. Ha vinto un Obie Award nel 1969 con Ron O'Neal per la commedia di Broadway No Place to be Somebody, di Charles Gordone. Ha vinto anche un Drama Desk Award. Nel 1973 ha recitato in Serpico nel ruolo del tenente Nate Smith e nel 1975 in Qualcuno volò sul nido del cuculo nel ruolo di Washington.

## Filmografia

### Cinema
- Una squillo per l'ispettore Klute (Klute), regia di Alan J. Pakula (1971)
- Serpico, regia di Sidney Lumet (1973)
- Il colpo della metropolitana (The Taking of Pelham One Two Three), regia di Joseph Sargent (1974)
- Qualcuno volò sul nido del cuculo (One Flew Over the Cuckoo's Nest), regia di Miloš Forman (1975)
- Esecuzione al braccio 3 (Short Eyes), regia di Robert M. Young (1977)
- Brubaker, regia di Stuart Rosenberg (1980)
- Prove apparenti (Night Falls on Manhattan), regia di Sidney Lumet (1996)

### Televisione
- Madigan – serie TV, 1 episodio  (1972)
- To Kill a Cop, regia di Gary Nelson – film TV  (1978)
- Un giustiziere a New York (The Equalizer) – serie TV, 1 episodio  (1985)
- Un uomo chiamato Falco (A Man Called Hawk) – serie TV, 1 episodio  (1989)
- On Seventh Avenue, regia di Jeff Bleckner – film TV (1996)